# Rue Pierre-Gringoire
La rue Pierre-Gringoire est une voie située au sein de la ville de Nancy, dans le département de Meurthe-et-Moselle, en région Lorraine.

## Situation et accès
De direction générale nord-sud et parallèle à une partie de la Grande-Rue mais plus à l'ouest, elle relie la place Saint-Epvre à la rue du Maure-qui-Trompe en longeant la face est de la basilique Saint-Epvre.

## Origine du nom
Elle porte le nom du poète et dramaturge Pierre Gringore.

## Historique
C'est une partie de la rue du Maure-qui-Trompe, longeant les cryptes de la basilique Saint-Epvre. Elle prend son nom actuel le 19 novembre 1891.

## Bâtiments remarquables et lieux de mémoire
- no 24 : Maison, bâtisse inscrite au titre des monuments historiques depuis 1944[2].

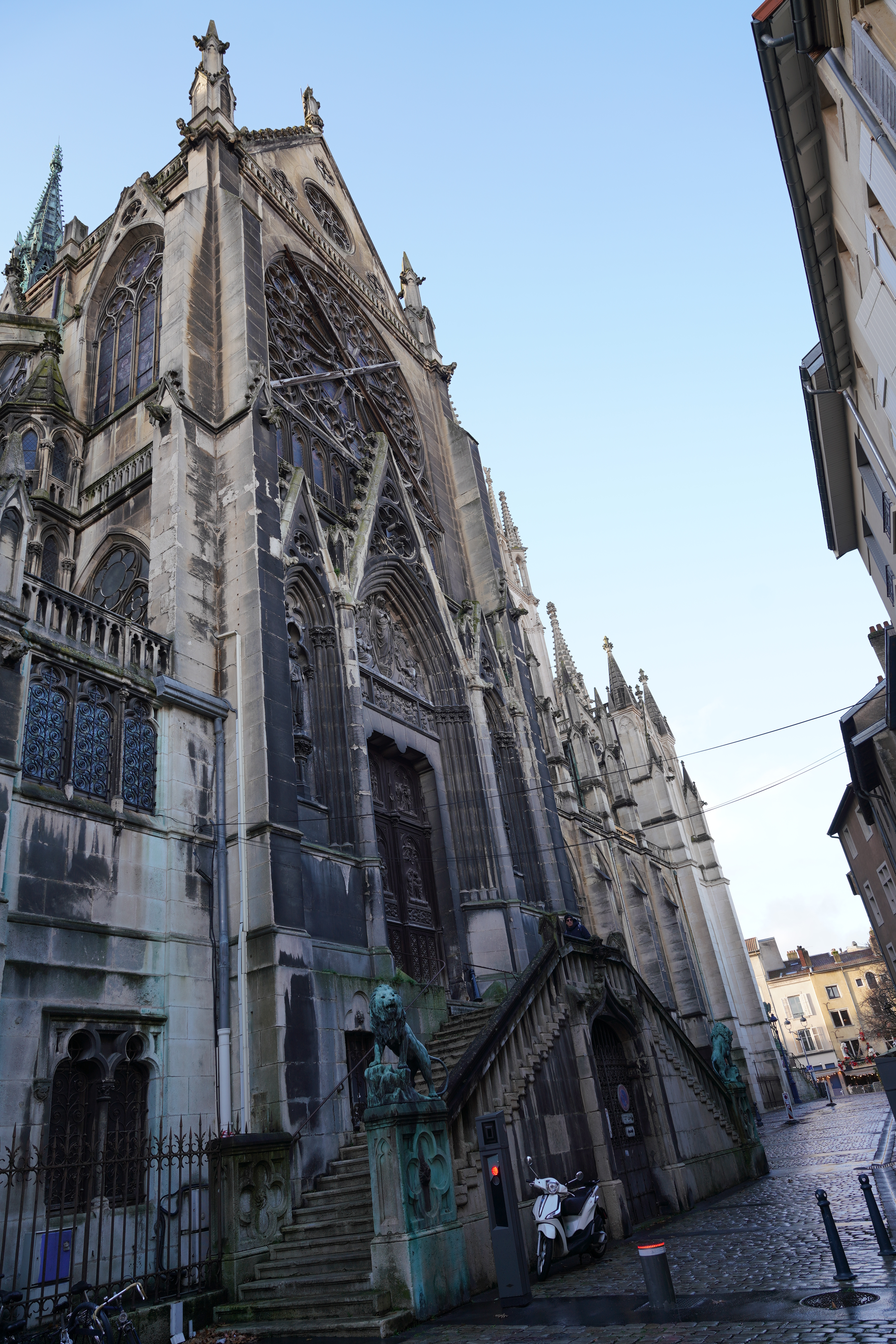
Portail de la basilique.
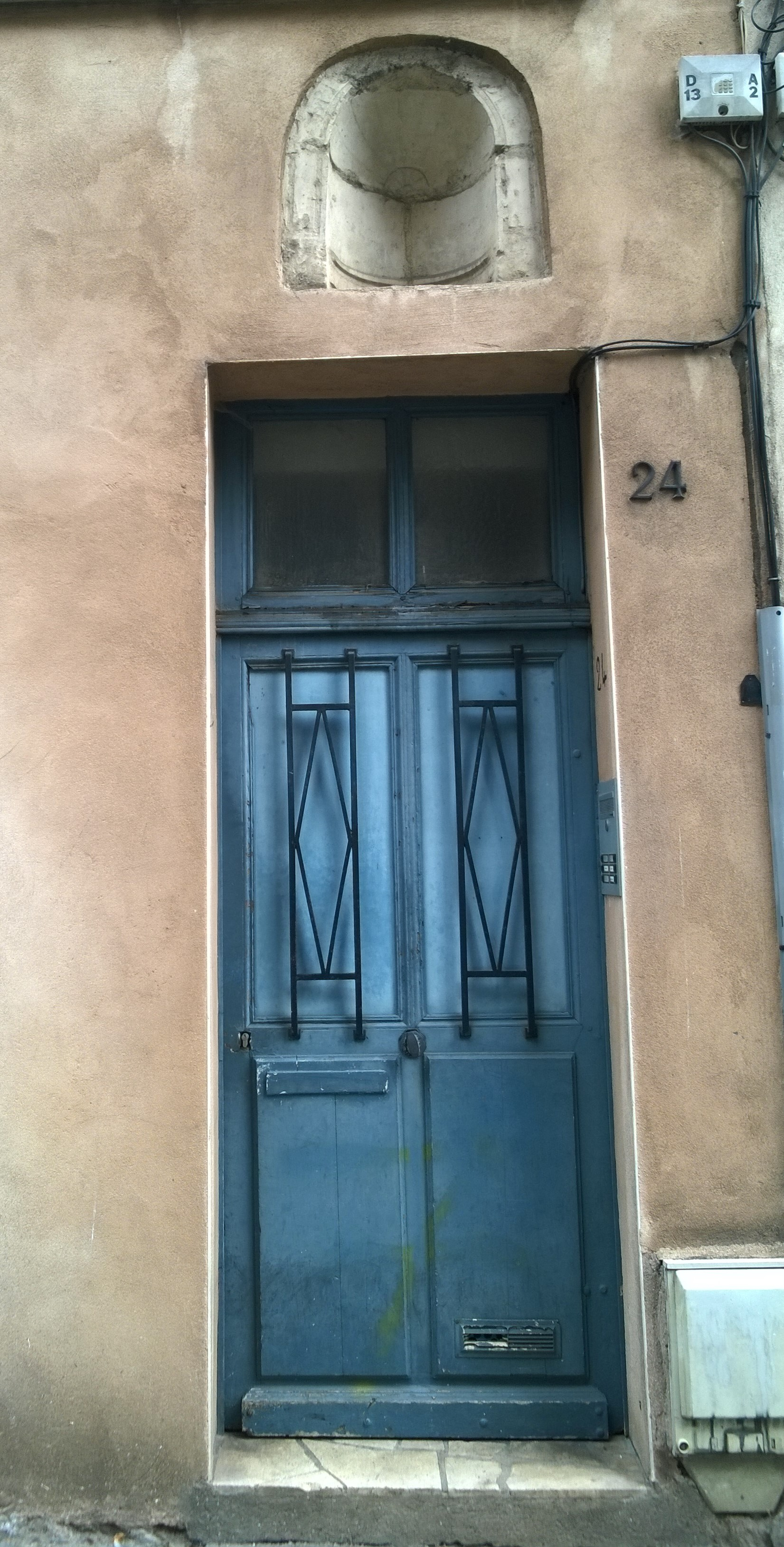
L'entrée du numéro 24.